# デンマート
株式会社デンマート（デンマート、Den-Mart Co.,Ltd.) は、日本のEC専業家電小売企業。 ディスカウント家電通販サイト「激安家電のデンマート」をはじめ、自社ブランドのワインセラー「PlusQ」など複数のECプラットフォームを運営する。本社は東京都千代田区（秋葉原エリア）。

## 概要
- 事業内容 — 国内外メーカーの白物家電・調理家電・季節家電を中心とする通信販売のほか、エアコン取付など設置サービス、延長保証サービスを提供。[3]
- 運営サイト —  
  - 激安家電通販のデンマート（自社EC）
  - デンマート Yahoo!ショッピング店 / 楽天市場店
  - ワインセラーブランド「PlusQ」公式サイト[4]

## 沿革
| 年月日     | 出来事                                                        | 出典  |
| ---------- | ------------------------------------------------------------- | ----- |
| 2004-02-23 | 株式会社デンマート設立（資本金1,000万円）。                   | [ 5 ] |
| 2005頃     | 家電ディスカウントEC「激安家電のデンマート」開設。            |       |
| 2007-04-19 | レディース向けアパレル通販サイト「reluxe」を開設。            | [ 6 ] |
| 2016       | ワインセラーブランド「PlusQ（プラスキュー）」立ち上げ。       |       |
| 2024-05-24 | PlusQ の大容量最上位モデル「PlusQ BLACK」シリーズをリリース。 | [ 7 ] |

## 主なサービス
- 激安家電のデンマート — 自社在庫を活かした即日〜翌日出荷と、全国対応の取付設置サービスが特徴。
- PlusQ ワインセラー — 家庭用～業務用のコンプレッサー式／ペルチェ式ワインセラーを自社企画。2024年に最上位「PlusQ BLACK」シリーズを追加。[8]